# غراند كومبين
غراند كومبين (بالإنجليزية: Grand Combin)‏ هو أحد جبال سلسلة جبال الألب بينيني ويقع في كانتون فاليز في سويسرا. يحتل المرتبة رقم 7 في قائمة جبال سويسرا من حيث الارتفاع، إذ يبلغ ارتفاعه حوالي 4314 متر، بينما يبلغ ارتفاع نتوء الجبل 1517 متر، هذا وقد سجل أول وصول لقمة الجبل عام 1859.